# 阿部正次
阿部 正次（あべ まさつぐ、旧字体：阿部 正次󠄁）は、安土桃山時代から江戸時代前期にかけての武将・大名。武蔵国鳩ヶ谷藩、上総国大多喜藩、相模国小田原藩を経て、武蔵岩槻藩初代藩主。また、大坂城代を務めた。阿部家宗家初代。

## 略歴
永禄12年（1569年）、阿部正勝の長男として三河国にて誕生。母は今川氏家臣・江原定次の娘。慶長5年（1600年）に家督を継ぎ、武蔵国鳩ヶ谷（埼玉県川口市）5000石を領する。同年の関ヶ原の戦いでは本戦に参加し、その功によって5000石を加増され1万石となり鳩ヶ谷藩を立藩した。慶長15年（1610年）に下野国鹿沼（栃木県鹿沼市）5000石を加増され、1万5000石となる。
慶長19年（1614年）の大坂冬の陣では、大番組衆を率いて従軍し諸将が進軍を留まる中、大坂城に一番に突入して奮戦、一番首も挙げて戦功第一と証せられた。その功により元和2年（1616年）に7000石を加増されて2万2000石となった。さらに元和3年（1617年）9月には8000石加増の3万石で上総国大多喜藩に移封される。その後も加増転封は続き、元和5年（1619年）には2万石加増の5万石で相模国小田原藩に移封され、元和9年（1623年）10月に5000石加増の5万5000石で武蔵国岩槻藩に移封される。寛永3年（1626年）には3万1000石を加増されて8万6000石となり、同時に大坂城代に任じられ、死去するまで22年間もの長期にわたって務めた。
寛永14年（1637年）に勃発した島原の乱の際には、大坂城代として江戸・九州間の連絡・調整にあたった。寛永15年（1638年）4月22日、4万6000石を嫡男・重次に譲り、1万石を孫の正令（のち阿部忠秋の養子）に分与し、自身は3万石を領する。11月7日には重次は老中に任命されている。
正保4年（1647年）、現職のまま大坂城中で病没した。享年79。

## 登場作品
- 葵 徳川三代（2000年、演：田村勝彦）